# Houdetot
Houdetot is een gemeente in het Franse departement Seine-Maritime in de regio Normandië. De gemeente telt 135 inwoners (1999). De plaats maakt deel uit van het arrondissement Dieppe.

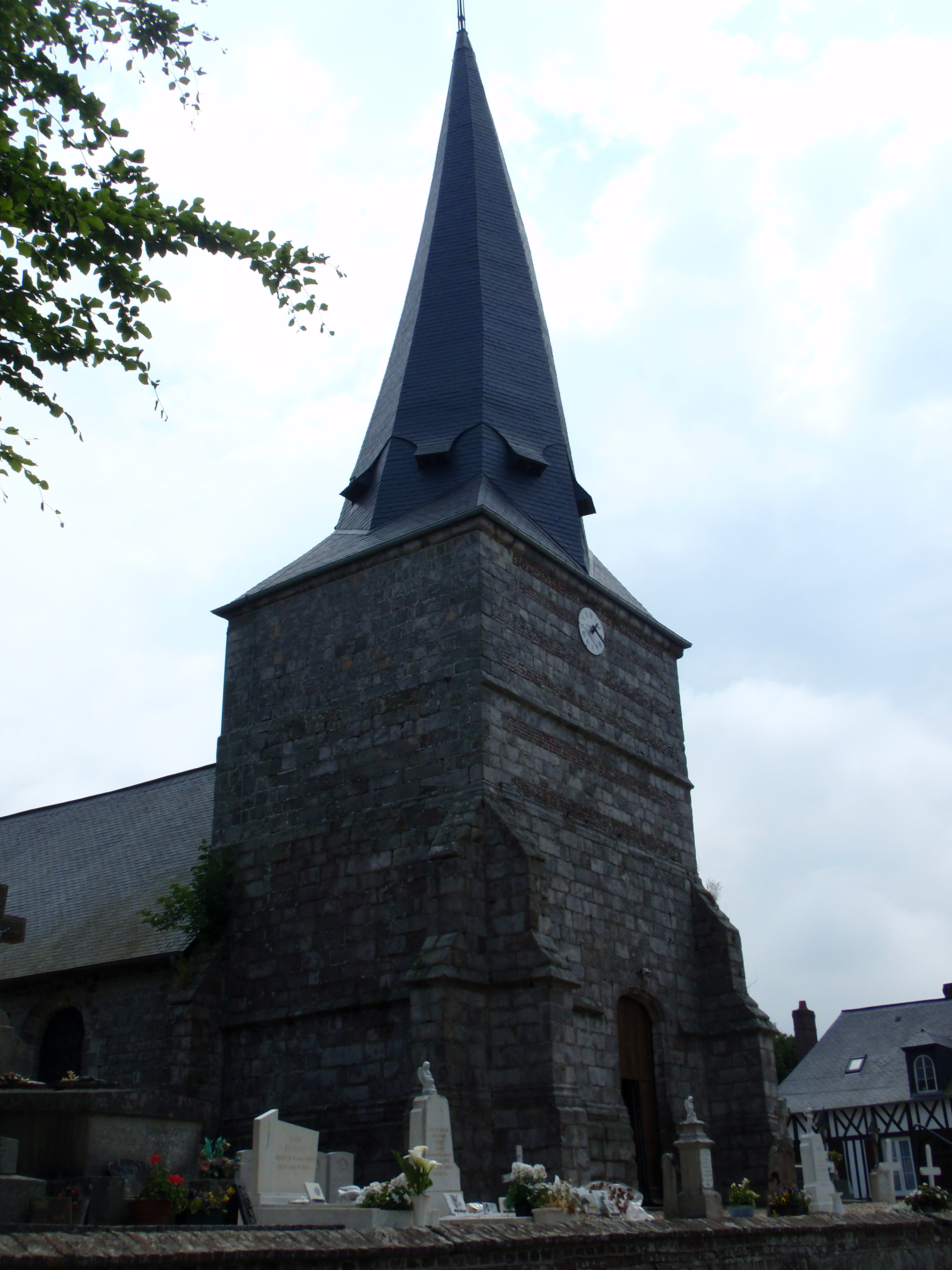
Église Saint-Pierre

## Geschiedenis
Oude vermeldingen van de plaats gaan terug tot de 11de eeuw als Huldetot en Holdetot. De 18de-eeuwse Cassinikaart toont het Houdetot.
Op het eind van het ancien régime eind 18de eeuw, toen de gemeenten werden gecreëerd, werd Houdetot een gemeente.

## Geografie
De oppervlakte van Houdetot bedraagt 5,7 km², de bevolkingsdichtheid is 23,7 inwoners per km².
De onderstaande kaart toont de ligging van Houdetot met de belangrijkste infrastructuur en aangrenzende gemeenten.

## Bezienswaardigheden
- De Église Saint-Pierre

## Demografie
Onderstaande figuur toont het verloop van het inwonertal (bron: INSEE-tellingen).